# Rambla de Nostra Senyora (Vilafranca del Penedès)
La Rambla de Nostra Senyora és un carrer del municipi de Vilafranca del Penedès (Alt Penedès) que forma part de l'Inventari del Patrimoni Arquitectònic de Catalunya. El 1802 es va inaugurar la carretera de Barcelona a Tarragona i a partir del 1850 es va començar a edificar. En aquesta zona d'eixample vuitcentista es troben les entitats de crèdit, d'esbarjo i els cinemes.

## Descripció
La Rambla de Nostra Senyora està dividida en cinc parts. Les dues laterals i la central per al trànsit rodat (la central coincideix amb el traçat de la Carretera N-340) i les dues que les separen, per a ús dels vianants, amb dues fileres de plàtans cadascuna. Els edificis que es troben a banda i banda de la Rambla tradicionalment eren de planta baixa i dos pisos. Posteriorment aquest sostre ha estat superat brutalment a causa d'una normativa urbanística municipal desafortunada. Hi ha nombroses representacions de l'arquitectura eclèctica i modernista.